# Клюква (село)
Клюква (рос. Клюква) — село в Курському районі Курської області Російської Федерації.
Населення становить 614 осіб. Входить до складу муніципального утворення Клюквинська сільрада.

## Історія
Населений пункт розташований на території українського етнічного та культурного краю Східна Слобожанщина.
Від 2004 року входить до складу муніципального утворення Клюквинська сільрада.

## Населення
| 2002 | 2010 |
| ---- | ---- |
| 1175 | ↘614 |